# Hernando de Ávila

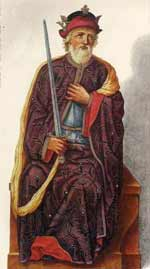
Alfonso II de Oviedo, iluminación del Libro de retratos de los reyes (1594), Madrid, Museo del Prado.

Hernando de Ávila (c.1538 -1595), fue un pintor e iluminador renacentista español, hijo del pintor abulense Lorenzo de Ávila y según Ceán Bermúdez discípulo de Francisco Comontes, trabajó en El Escorial al servicio de Felipe II. 

## Biografía y obra

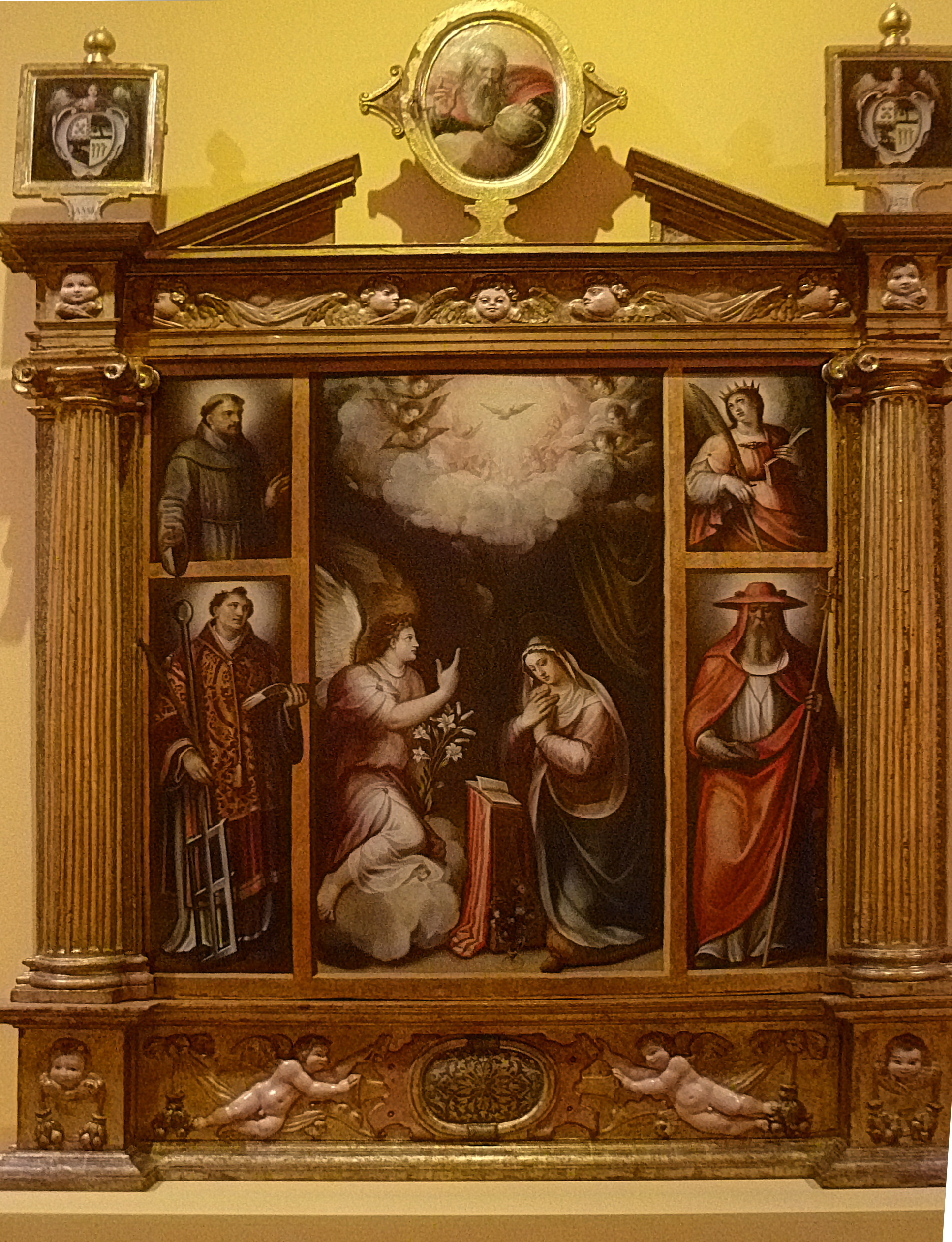
Retablo de la Encarnación; Hernando de Ávila y Luis de Velasco (1584); Museo de Santa Cruz, Toledo

Entre 1560 y 1565 Hernando de Ávila trabajó en compañía de su cuñado Luis de Velasco, con quien entre otras obras realizó el retablo de El Casar de Escalona. El 10 de febrero de 1565 fue nombrado por el cabildo pintor de la catedral de Toledo, para la que ya había trabajado como iluminador, desarrollando hasta 1579 una intensa actividad al servicio de la archidiócesis. Acabó de pintar en la catedral las tablas de un retablo colateral en la capilla de la torre que representan a San Juan Bautista y la Adoración de los Reyes, por las que cobró en 1568 conforme a tasación de Nicolás de Vergara. Como pintor del Arzobispado intervino en 1569 en el retablo de la iglesia de San Martín y en el de la Encarnación en la iglesia de Santo Tomé (1573), ambas en la propia ciudad de Toledo, así como en los retablos de las iglesias parroquiales de otras localidades de la diócesis, como Lillo o Villaluenga de la Sagra, mostrándose en todo momento como un mediano pintor manierista en quien se conjugan influencias de Juan Correa de Vivar con otras de Blas de Prado o las de su ya citado cuñado. Hizo también, según Ceán, el diseño para el retablo mayor de las monjas de Santo Domingo el Antiguo en 1576, por el que se le pagaron 1700 maravedís, trazas que ya habían sido atribuidas por Antonio Palomino al Greco. 
En 1573 pasó a Madrid, donde desde 1574 se le encuentra colaborando con Alonso Sánchez Coello, con quien mantuvo una estrecha amistad, en obras como el retablo de la desaparecida iglesia del convento de la Victoria y el de Colmenar Viejo, contratado ya en 1566 pero cuyas obras no dieron comienzo hasta 1574. En agosto de 1584 se incorporó al grupo de iluminadores que trabajaban en El Escorial, ostentando el título de «Pintor de Su Majestad» que pasó a su hijo Alonso de Ávila, mal conocido pintor. No perdió el contacto con Toledo, a donde regresó en enero de 1586 para tasar con Miguel Barroso el cuadro de Nuestra Señora, San Antonio y San Blas del claustro de la catedral de Toledo, pintado por Luis de Velasco.
En 1591 presentó un proyecto para el dorado y pintura de la Sala de los Reyes y el Cuarto del Cierzo del Alcázar de Segovia. Entre 1593 y 1594 se realizaron las labores escultóricas, completándose la serie de los reyes en relieve iniciada por Alfonso X el Sabio y continuada por Enrique IV de Castilla, de cuya policromía se encargó Hernando de Ávila con sus oficiales, y debió de ser entonces también cuando Felipe II le encargase el Libro de retratos, letreros e insignias reales de los reyes de Oviedo, León y Castilla, posiblemente su último trabajo y único testimonio restante de la decoración del salón, destruido en 1860 por el derrumbe de su techumbre. Conservado en el Museo del Prado, consta de 77 folios en papel verjurado con retratos de los reyes de Oviedo, León y Castilla, escudos de armas, letreros y un árbol genealógico. Muerto Hernando de Ávila en Madrid en marzo de 1595 y enterrado en la parroquia de San Sebastián, su viuda cobró en abril de 1596 quinientos ducados por este libro «iluminado de colores» y otro, perdido, de solo dibujos del mismo asunto.
Escribió también un perdido Libro del arte de la pintura del que dio noticia su coetáneo Diego de Villalta en su tratado De las estatuas antiguas (1590), asegurando que en él había recopilado noticias y obras de los más prestigiosos pintores de la época.